# Rio de la Ca' di Dio

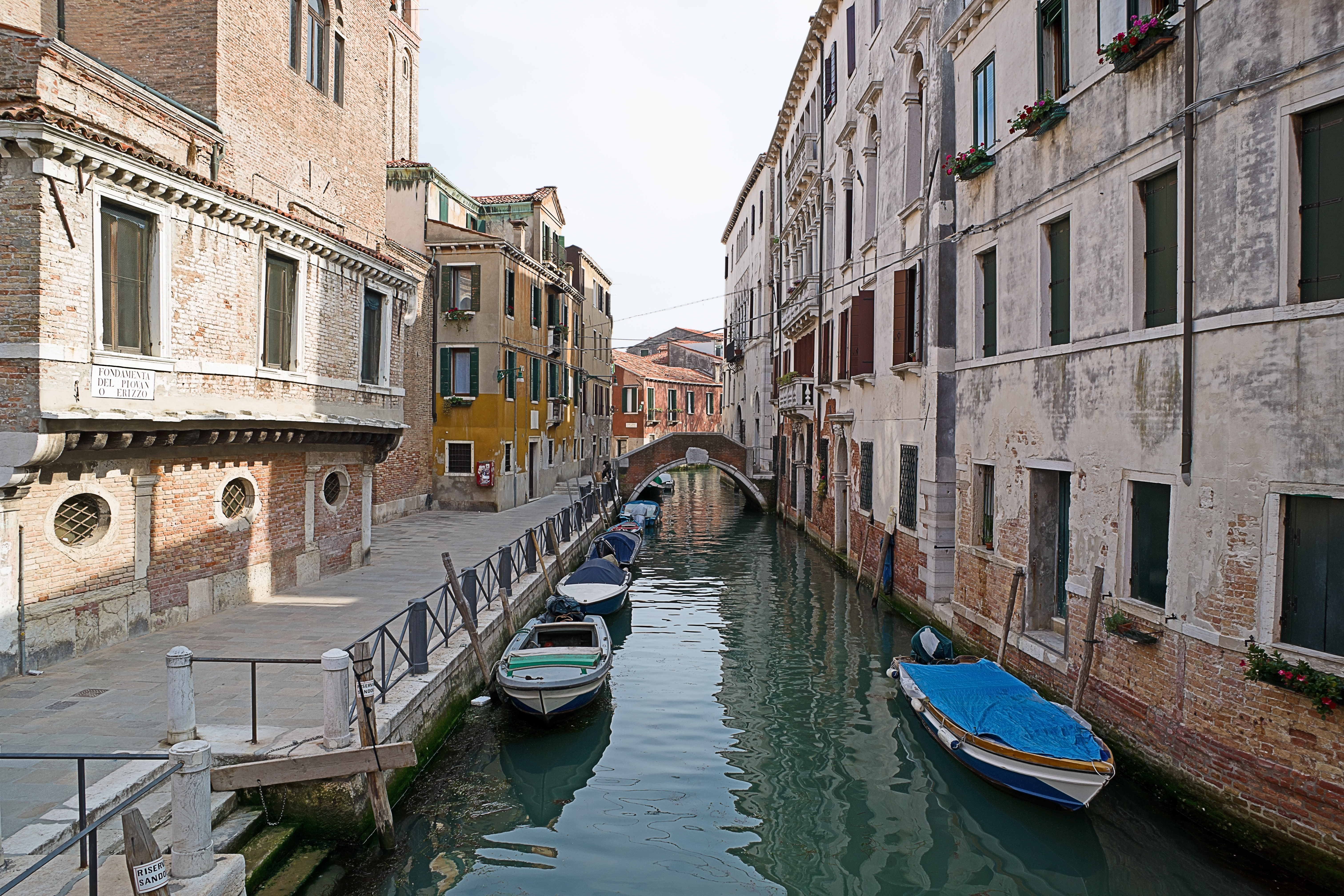
Le fondamenta del Piovan avec le ponte Erizzo

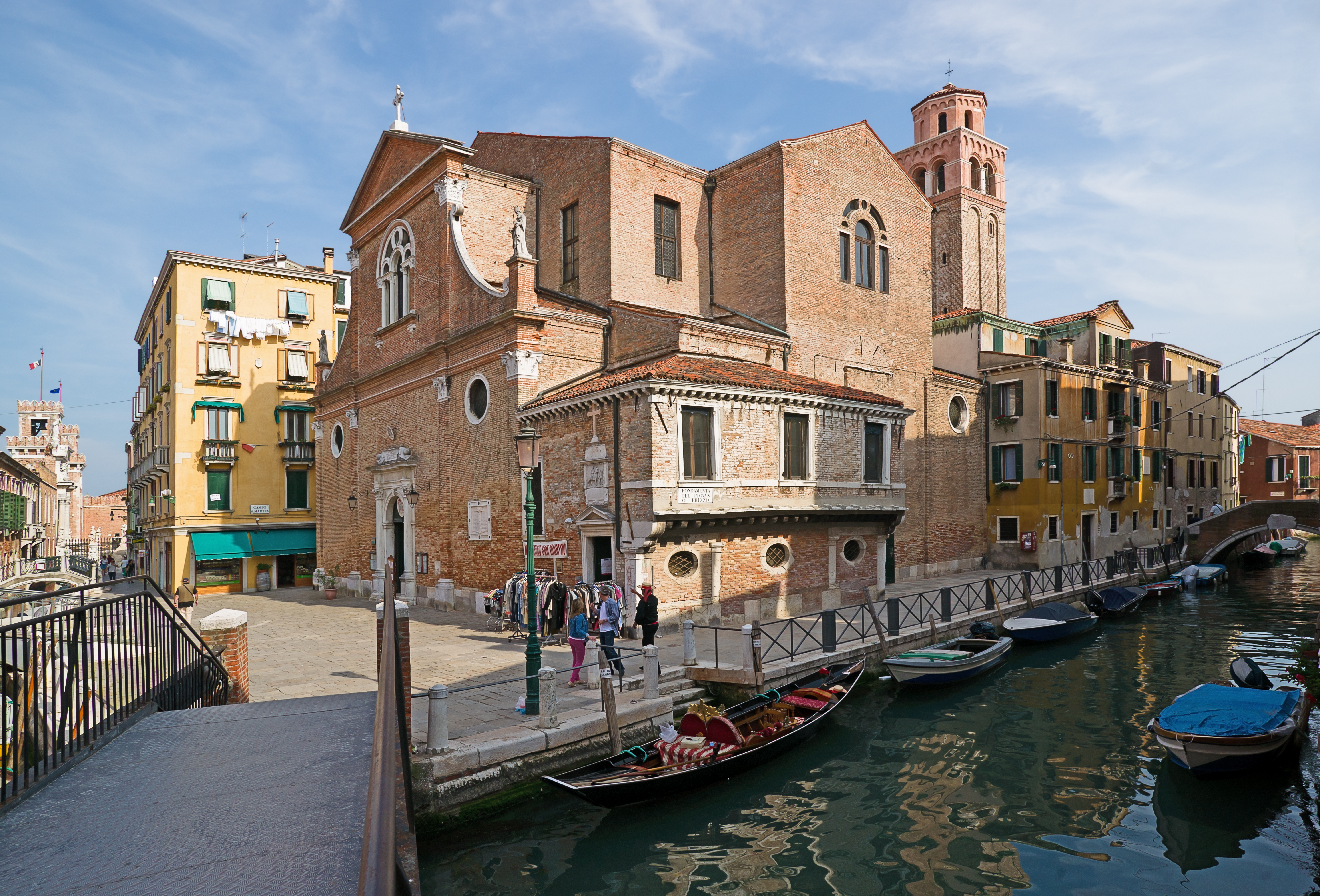
L'église San Martino vue du "Ponte Storto"

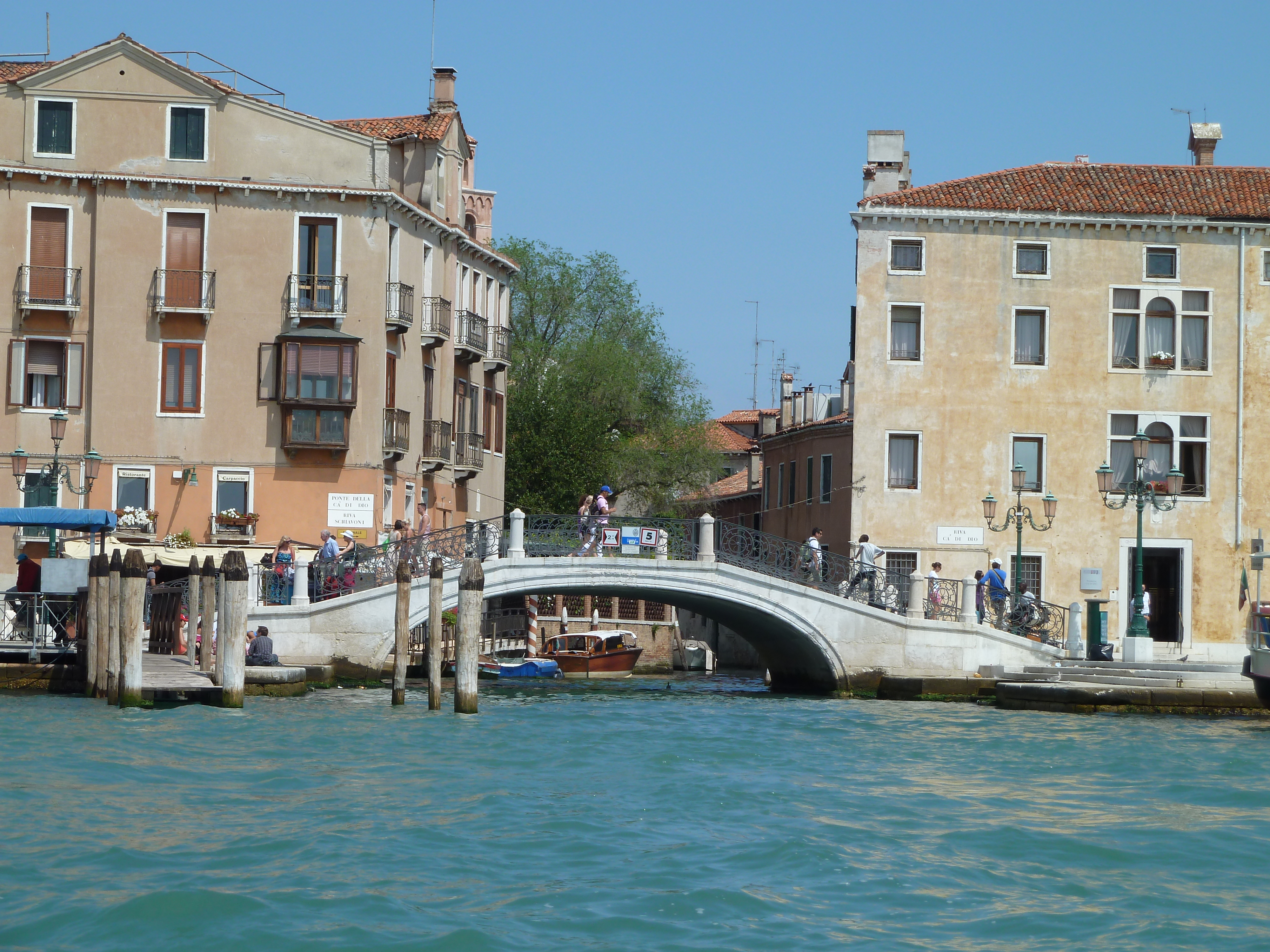
l'embouchure du ri odans le bassin de Saint-Marc

Le rio de la Ca' di Dio (canal de la Maison de Dieu) est un canal de Venise dans le sestiere de Castello. 

## Toponymie
Le nom du canal provient de l'hospice Ca' di Dio qu'il longe.

## Description
Le rio de la Ca' di Dio a une longueur de 191 mètres. Il prolonge le rio de San Martin à partir du ponte Storto vers le sud pour rejoindre le bassin de San Marco.

## Situation
- Ce rio rejoint le bassin de San Marco en passant sous le pont Ca' di Dio. Il longe :
  - le campo de l'église San Martino ;
  - le fondamenta del Piovan ;
  - le palais Erizzo ;
  - la Ca' di Dio.

## Lieux et monuments

### Ponts
Il est traversé par trois ponts, du nord au sud :
- Ponte Storto: il marque la limite avec le rio de San Martin; il relie la fondamenta del Pintor et le campo de léglise San Martino
- Ponte Erizzo : il relie la calle' Ca' di Dio' à la  fondamenta del Piovan o Erizzo
- Ponte Ca' di Dio : il rele la riva Ca' di Dio à la  riva degli Schiavoni

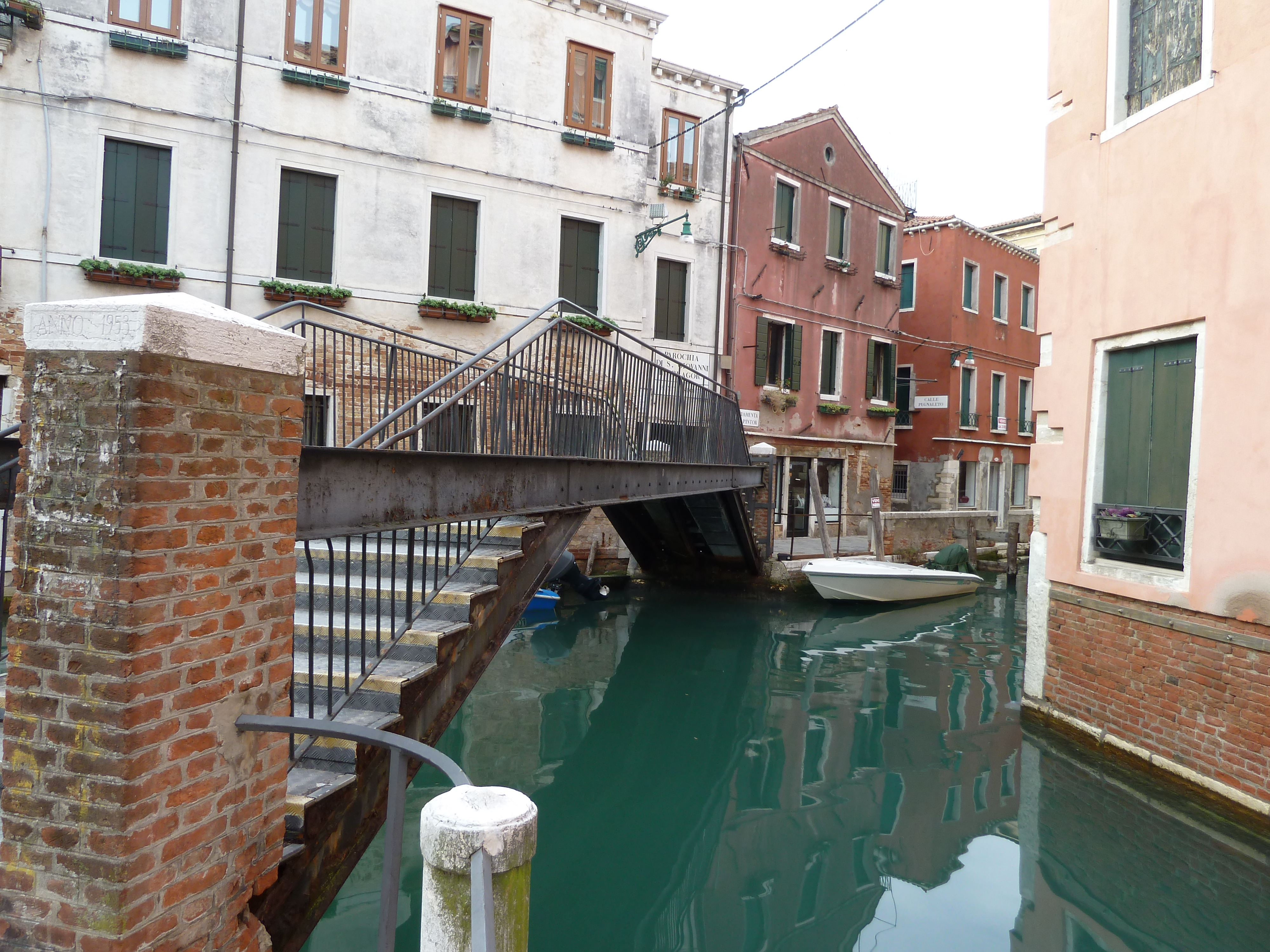
Ponte Storto
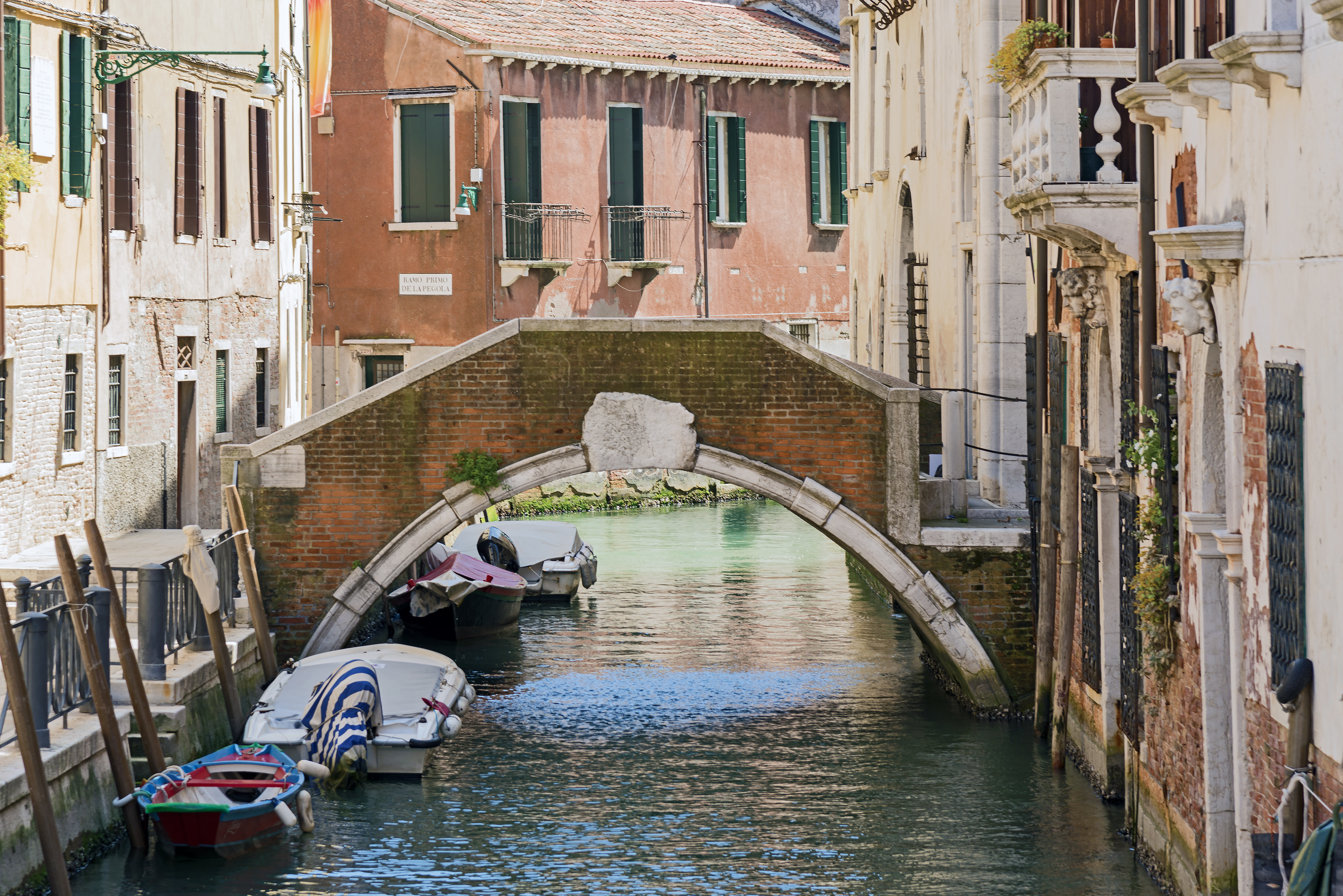
Ponte Erizzo
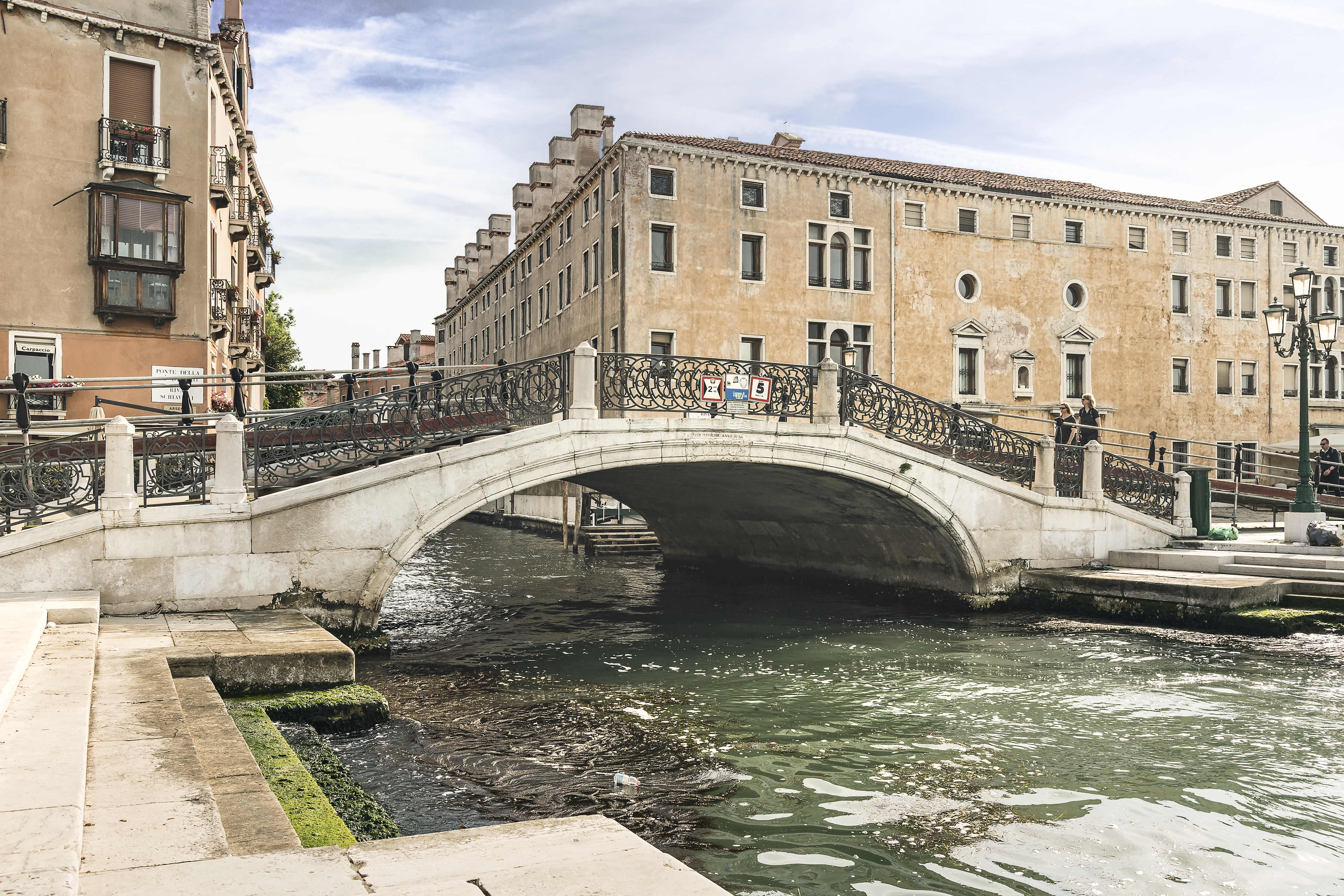
Ponte Ca' di Dio